# Janovský záliv
Janovský záliv (Golfo di Genova) se nachází v nejsevernější části Ligurského moře. Jeho šířka je přibližně 125 km (od města Imperia na západě, po město La Spezia na východ – vše v Itálii). Maximální hloubka činí okolo 1500 m. Největším městem na pobřeží je Janov, kde se nachází také přístav.